# جون ارين مور
جون ارين مور (بالإنجليزية: John Warren Moore)‏ هو ضابط أمريكي، ولد في 1827، وتوفي في 1879.